# Społeczne farmy wiatrowe

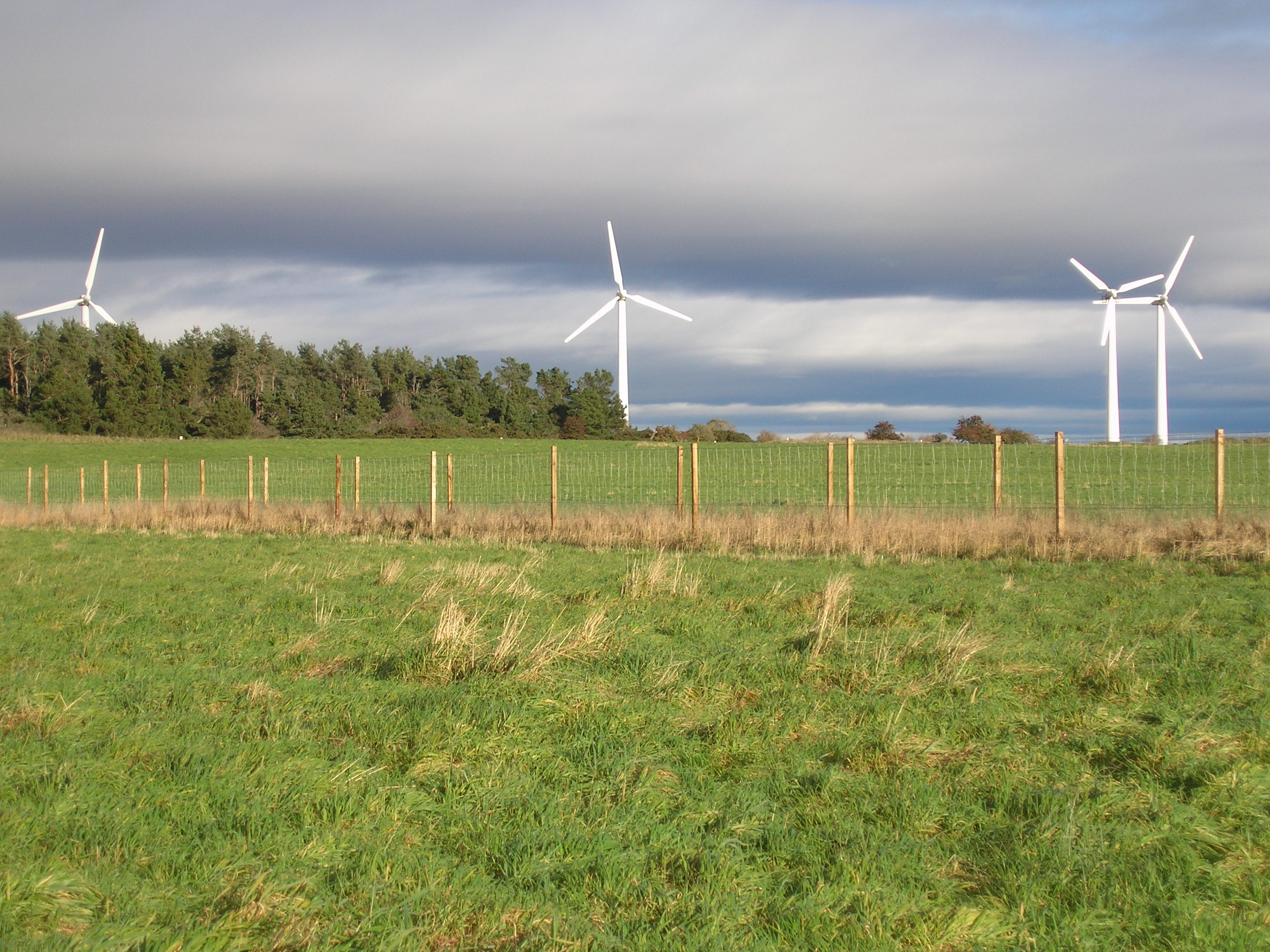
Turbiny wiatrowe w ekowiosce Findhorn spowodowały, że lokalna społeczność stała się sprzedawcą netto energii elektrycznej

Społeczne farmy wiatrowe – lokalne projekty, których właścicielami najczęściej są rolnicy, inwestorzy, przedsiębiorstwa prywatne lub publiczne, które wykorzystują energię elektryczną pozyskiwaną z wiatru, do obniżania kosztów zakupu energii dla społeczności lokalnych. Zasadniczą cechą takiej spółdzielni energetycznej jest fakt, iż jej członkowie mają znaczne i bezpośrednie udziały finansowe w przedsięwzięciu. Projekty takie mogą być wykorzystywane jako miejscowe źródła energii elektrycznej lub też do produkcji wyłącznie na sprzedaż, zazwyczaj budowane są na skale przemysłową, czyli ponad 100 kW.

## Przegląd
W świecie idealnym, społeczne farmy wiatrowe są w swych założeniach zupełnie różne od tradycyjnych farm wiatrowych. W modelu tradycyjnym firma, która buduje i zarządza farmą wiatrową zachowuje wyłączne prawo własności do przedsięwzięcia. Właściciele ziemi, na której wybudowane są farmy wiatrowe zazwyczaj nie mają udziałów w inwestycji, w zamian otrzymują jedynie pieniądze za dzierżawę gruntu. Model społeczny przewiduje natomiast rekompensaty dla wszystkich najbardziej bezpośrednio dotkniętych przez instalacje turbin wiatrowych oraz zakłada konsensus w sprawie ich lokalizacji.
Obecnie firmy realizujące społeczny model odpowiadają jedynie za niewielką część przemysłu energetyki wiatrowej. W porównaniu do tradycyjnych firm wiatrowych, przedsiębiorstwa społeczne rozwijają projekty na mniejszą skale, najczęściej poniżej 50 megawatów (MW).

### Australia

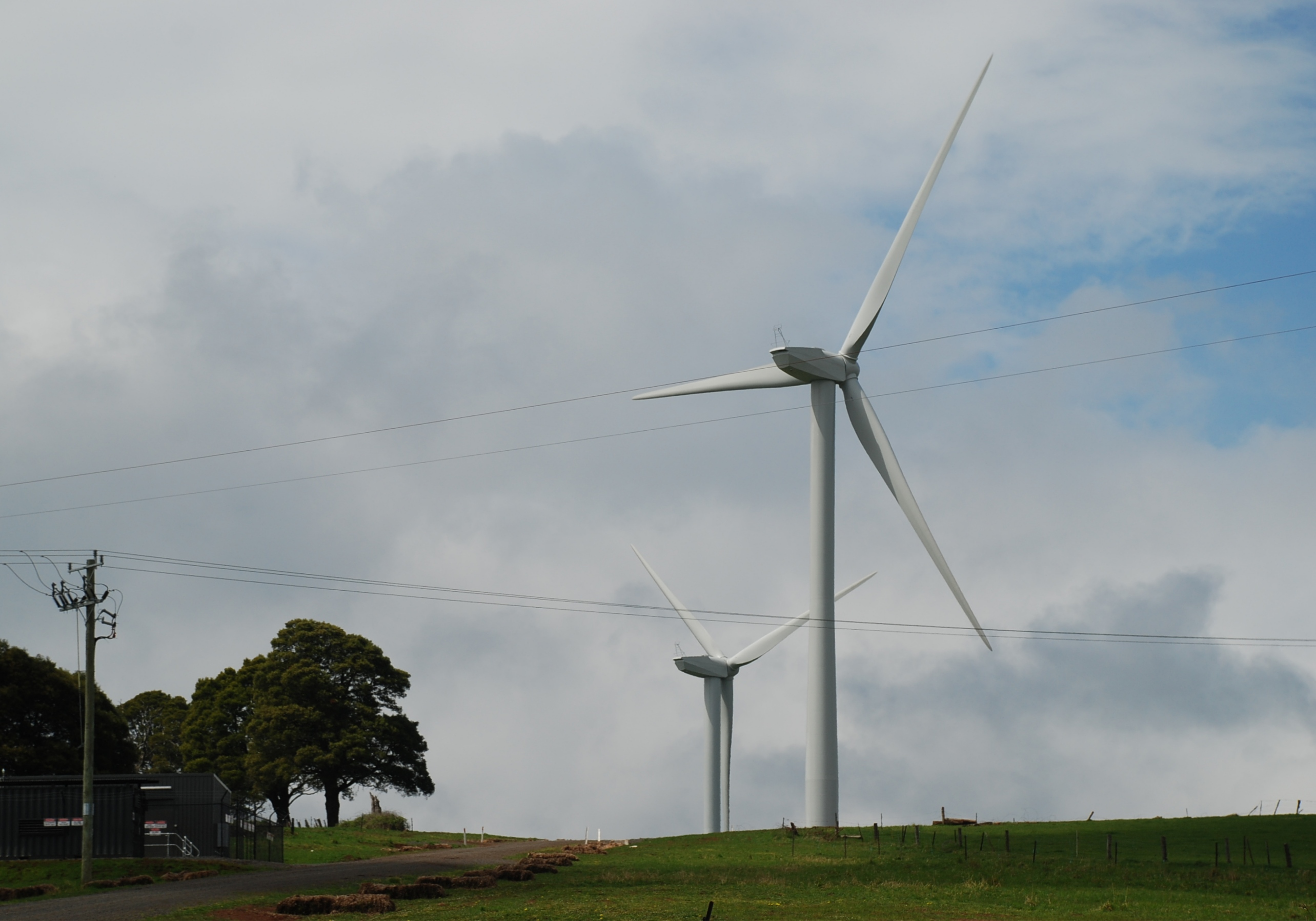
Farma wiatrowa Hepburn

Hepburn Wind Project jest to farma wiatrowa w Leonards Hill niedaleko Daylesford na północny zachód od Melbourne. W jej skład wchodzą dwie turbiny wiatrowe o mocy 2 MW, które produkują prąd dla 2300 domostw.
Jest to pierwsza australijska społeczna farma wiatrowa. Inicjatywa powstała w związku z przeświadczeniem lokalnej społeczności, o niewystarczających działaniach ze strony rządu federalnego w zakresie przeciwdziałania zmianom klimatu.

### Kanada
Społeczne elektrownie wiatrowe są w Kanadzie jeszcze w fazie przygotowań, ale są powody do optymizmu. Jednym z powodów jest rozpoczęcie nowego programu taryf gwarantowanych (FIT) w prowincji Ontario. Wiele społecznych farm wiatrowych jest obecnie rozwijanych w Ontario, ale projektem, który jako pierwszy otrzymał kontrakt FIT oraz zostanie podłączony do sieci jest Pukwis Community Wind Park. Projekt Punkwis jest unikalny również dlatego, że jest to wspólne przedsięwzięcie ludności rdzennej, w której większość będą mieli Czipewejowie z lokalną spółdzielnia energetyczną (The Pukwis Energy Co-operative).

### Dania

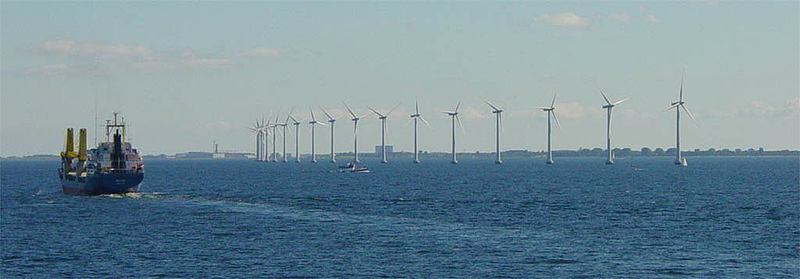
Morska farma wiatrowa

W Danii rodzinom, które same produkują energię elektryczną lub są częścią spółdzielni energetycznej zaoferowano ulgę podatkową. Do 2001 ponad 100 000 rodzin należało do spółdzielni energetycznych, które były właścicielami ponad 86% wszystkich turbin wiatrowych w Danii, która jest światowym liderem w wykorzystaniu energii wiatrowej. Energia elektryczna produkowana z wiatru cieszy się bardzo wysoką akceptacją społeczną w Danii, co jest związane z rozwojem i zyskiwaniu na znaczeniu społecznych farm wiatrowych.
W 1997 Samsø wygrało rządowy konkurs na modelową społeczność wykorzystującą zieloną energię. Farma wiatrowa założona nad brzegiem morza składa się z 10 turbin (co wraz z turbinami na lądzie daje w sumie 21 turbin) zakupionych przez mieszkańców. Obecnie 100% wykorzystywanej tam elektryczności pochodzi z energii wiatrowej, a 75% energii cieplnej produkowanej jest przy użyciu energii słonecznej oraz biomasy. Akademia Energii została otwarta w Allen, wraz z centrum edukacyjnym dla odwiedzających.

### Niemcy
Zobacz też: Energetyka wiatrowa w Niemczech
W Niemczech setki tysięcy ludzi zainwestowało w obywatelskie farmy wiatrowe w całym kraju. Tysiące małych i średnich przedsiębiorstw z powodzeniem działa w tej nowej gałęzi rynku, która w 2008 roku zatrudniała 90 000 osób i produkowała 8 procent niemieckiego prądu elektrycznego. Energia elektryczna pozyskiwana z energii wiatru zdobyła bardzo wysoką społeczną akceptację, wraz z rozwojem społecznych farm wiatrowych.
W niemieckiej części Północnej Fryzji znajduje się ponad 60 elektrowni wiatrowych o wspólnej mocy około 700 MW, z których 90% jest w rękach lokalnych społeczności. Północna Fryzja jest uważana za model społecznych elektrowni wiatrowych, pokazując drogę dla innych regionów, w szczególności na południu Niemiec.

### Holandia
Zobacz też: Energetyka wiatrowa w Holandii
63 rolników w De Zuidlob południowej części gminy Zeewolde stworzyło spółdzielnię, której celem stało się zbudowanie farmy wiatrowej o mocy co najmniej 108 MW. Projekt będzie składał się z trzech części po 12 turbin każda o mocy od 3 do 4,5 MW. Celem jest oddanie farmy do użytku w 2012.
W Holandii działa aktywna społeczność spółdzielni wiatrowych. Jej członkinie i członkowie budują i zarządzają farmami wiatrowymi w całej Holandii. Wszystko zaczęło się w 1980 wraz z pierwszymi wybudowanymi turbinami w Lagerweij. Wówczas, turbiny te zostały sfinansowane przez członków spółdzielni. Obecnie spółdzielnie budują większe farmy wiatrowe, jednak wciąż nie tak duże, jak komercyjne przedsiębiorstwa. Część z nich działa w pełni samowystarczalnie, inne natomiast współpracują z większymi komercyjnymi farmami wiatrowymi.
W związku ze zniechęcającą polityką państwa wobec farm wiatrowych w Holandii, spółdzielnie rozwinęły nowy system finansowania, w którym członkowie spółdzielni nie muszą płacić podatków za prąd, który jest generowany w ich farmie wiatrowej. Przy takiej konstrukcji prawa (Zelfleveringsmodel) spółdzielnia zarządza farmą wiatrową, a tradycyjna firma energetyczna zajmuje się jedynie pobieraniem opłat od konsumentów oraz bilansowaniem energii w sieci energetycznej. Będzie to w przyszłości nowa rola dla firm energetycznych, w której produkcja energii elektrycznej stanie się bardziej zdecentralizowana.

### Wielka Brytania
Zobacz też: Energetyka wiatrowa w Wielkiej Brytanii oraz Energetyka wiatrowa w Szkocji
W 2012 istniały 43 spółdzielnie, które rozwijały projekt wytwarzania odnawialnej energii lub projekt ten był już ukończony. Spółdzielnie te są zakładane i zarządzane przez ludzi z lokalnych społeczności, którzy inwestują swój czas i pieniądze, aby razem zainstalować duże turbiny wiatrowe, panele słoneczne czy turbiny wodne dla całych lokalnych społeczności.
Baywind Energy Co-operative był pierwszą spółdzielnią posiadającą turbiny wiatrowe w Wielkiej Brytanii. Kooperatywa Baywind oparta była na istniejących już wtedy spółdzielniach energetycznych w Skandynawii i została założona jako Industrial and Provident Society w 1996. Wraz z rozwojem, spółdzielnia ta zebrała1300 członków, w której każdy z członków posiada prawo głosu. Część z dochodów spółdzielni inwestowana jest w inicjatywy środowiskowe poprzez Baywind Energy Conservation Trust. W 2006, Baywind posiadała 2,5 MW pięcioturbinowej farmy wiatrowej na Harlock Hill niedaleko Ulberston, Kumbria (działa od 29 stycznia 1997) oraz 600 kW turbiny na farmie wiatrowej w Haverigg II niedaleko Millom, Kumbria.
Jednym z przykładów spółdzielni energetycznych w Szkocji, jest ta na Isle of Gigha. The Heritage Trust zakupił i zarządza tam trzema turbinami Vesta V27, nazywanymi lokalnie „Tańczącymi Paniami” lub też „reideas, Dòchas is Carthannas”(w szkockim gaelickim „wiara, nadzieja i charytatywność”). Zostały one zakupione 21 stycznia 2005 i są w stanie generować do 675 kW energii elektrycznej. Zysk jest uzyskiwany ze sprzedaży energii elektrycznej do sieci poprzez pośrednika Green Energy UK. Mieszkańcy Gigha kontrolują cały projekt, a zyski inwestowane są w lokalnej społeczności.

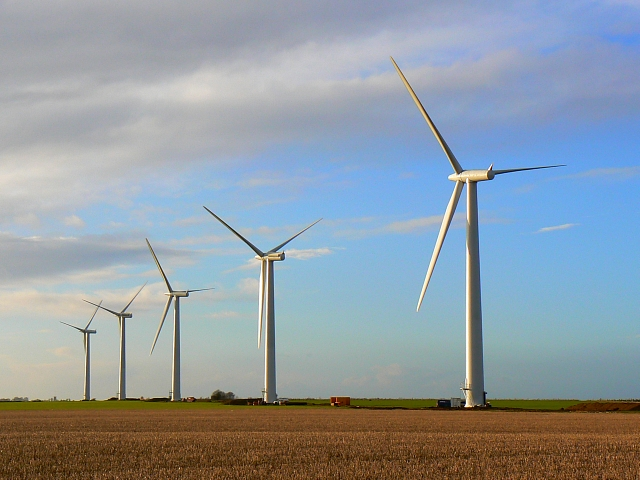
Społeczna farma wiatrowa Westmill

Innym przykładem spółdzielni energetycznej zarządzającej farmą wiatrową jest Westmill Wind Farm Cooperative, otwarta w maju 2008 w Watchfield. Składa się ona z pięciu turbin o mocy 1,3 MW, nazywana jest również największą spółdzielczą farmą wiatrową. Została ona założona, jako kooperatywa, której udziały były sprzedawane lokalnej społeczności. Inne przedsiębiorstwa takie jak Midcounties Co-operative również zainwestowały w ten projekt, a Co-operative Bank zapewnił pożyczkę.
Community Energy Scotland jest niezależną szkocką fundacją założoną w 2008, która zapewnia porady oraz pomoc finansową dla projektów spółdzielni energetycznych korzystających z odnawialnych źródeł energii w Szkocji. Głównym założeniem Community Energy Scotland jest stworzenie stabilności, prężnego rozwoju i bogactwa na poziomie społeczności lokalnej w Szkocji poprzez rozwój zrównoważonego pozyskiwania energii.
Findhorn Ecovillage posiada cztery turbiny wiatrowe Vesta, które mogą generować do 750 KW energii elektrycznej. Stanowią one sieć społecznych eksporterów energii elektrycznej. Większość produkcji używane jest na miejscu, a nadwyżki sprzedawane są do krajowej sieci energetycznej.
Boyndie Wind Farm Co-operative jest częścią grupy Energy4All, która promuje spółdzielnie energetyczne[23]. Wiele innych projektów wspieranych przez Highlands and Islands Community Energy Company jest w przygotowaniu.
Unity Wind Ltd jest towarzystwem przemysłowym, które planuje założyć dwie turbiny o mocy 2 MW w North Walsham w North Norfolk. Ich celem są powszechne turbiny wiatrowe instalowane i finansowane przez spółdzielnie w celu uzyskiwania korzyści finansowych przez te społeczności.

### Stany Zjednoczone
National Wind jest wielkoskalową spółdzielnia energetyczną inwestującą w energię wiatrową, zrzeszającą w sumie 13 projektów będących w fazie projektowania i realizacji oraz tych już działających. Wszystkie te projekty mają łączną moc ponad 4000 MW. Ideą firmy jest rewitalizacja obszarów przemysłowych, poprzez promowanie inwestycji w odnawialne źródła energii. National Wind jest wraz z lokalnymi spółdzielniami właścicielem inwestycji i pozwala im współuczestniczyć w podejmowanych decyzjach. W marcu 2009 National Wind stworzyło Little Rock Wind LLC. Jest to siódma wiatrowa spółdzielnia energetyczna w Minnesocie. Firma będzie zarządzała do 150 MW energii elektrycznej w hrabstwie Big Stone, stan Minnesota. Projekt zostanie zrealizowany w ciągu kolejnych 5-7 lat.
W 2012 OwnEnergy było najliczniejszą wiatrową spółdzielnią energetyczną w USA. OwnEnergy rozwinęło 27 spółdzielni zarządzających w sumie ponad 1000 MW mocy w 14 stanach w USA. Strategią firmy jest uczestniczenie w targach i poprzez to „ściąganie” do siebie klientów. Podstawą firmy jest założenie, że zyski firmy będą inwestowane w lokalną społeczność.
Goodhue Wind LLC w hrabstwie Goodhue, stan Minnesota nie jest spółdzielnią energetyczną. Firma zakładała wybudowanie farmy wiatrowej o mocy 78 MW, która zapewniłaby energię elektryczną dla środkowo-zachodnich odbiorców w szczególności dla gospodarstw domowych oraz przedsiębiorstw. Goodhue Wind zakładało, że farma wiatrowa zacznie działać pomiędzy 2009 a 2010. Jednak brak prawdziwego wsparcia lokalnej społeczności opóźnił ten projekt.

## Modele biznesowe

### Społeczno-akcyjny (Community shared ownership)
Jest to model oparty na lokalnej społeczności, w którym inwestor/menadżer farmy wiatrowej dzieli się własnością z właścicielami ziemi i innymi członkami społeczności. Właściciele ziemi, na której wybudowano farmę wiatrową zazwyczaj dostają wybór pomiędzy comiesięczną opłatą za dzierżawę albo udziałami w inwestycji. Niektóre przedsięwzięcia, takie jak High Country Energy w południowej Minnesocie, wypuszczają akcje po wykonaniu projektu, czasem jednak możliwości inwestowania są oferowane lokalnym społecznościom jeszcze przed oficjalnym utworzeniem przedsięwzięcia.

### Spółdzielnia (kooperatywa)
Wiatrowa spółdzielnia energetyczna, to przedsięwzięcie o wspólnej własności i demokratycznym kierownictwie, które inwestuje w pojedyncze turbiny wiatrowe lub farmy wiatrowe. Model spółdzielczy został rozwinięty w Danii, skąd rozprzestrzenił się do Niemiec, Holandii i Australii, oraz z pojedynczymi, odizolowanymi przykładami w innych krajach.

### Samorządowy
W niektórych miejscach przyjęte zostało prawo wspierające rozwój turbin wiatrowych na terenach samorządu, który jest również ich właścicielem i zarządcą. Takie projekty są własnością publiczną i są zwolnione od podatku. Przykładem może być Hull Wind One w Massachusetts' Boston Harbor. W 2001 została tam zainstalowana turbina o mocy 660 kW, i jest ona doskonałym przykładem samorządowej elektrowni wiatrowej o małej skali.

## Efekty społecznej energetyki wiatrowej

### Ekonomiczne
Wykorzystywanie energii wiatrowej zapewnia wiele różnorodnych miejsc pracy, zwłaszcza w obszarach przemysłowych. Jak tylko pomysł wybudowania farmy wiatrowej pojawi się w lokalnej społeczności zaczynają się tworzyć miejsca pracy. Potrzebne są one do wykonania projektu oraz jego późniejszego zrealizowania. Po uruchomieniu inwestycji, miejsca pracy są potrzebne do utrzymania i zarządzania obiektem. Zgodnie z badaniami wykonanymi przez Energy Research and Development Authority Stanu Nowy Jork, wykorzystywanie energii wiatrowej tworzy 27% więcej miejsc pracy na kilowatogodzinę niż elektrownie węglowe oraz 66% więcej niż te, wykorzystujące gaz ziemny. Dodatkowo właściciele ziemi, na której powstaje inwestycja maja do wyboru albo otrzymywanie miesięcznej zapłaty za dzierżawę gruntu albo otrzymanie udziałów w inwestycji. Zatem zyski trafiają do większej części społeczeństwa niż to ma miejsce w energetyce dużych korporacji energetycznych. Inwestycje takie, gdy tylko zaczynają działać są opodatkowywane przynosząc dodatkowe zyski dla lokalnych społeczności.

### Społeczne
Środkowy zachód oraz Wielka Równina w Stanach Zjednoczonych są idealne do wykorzystywania przez społeczne elektrownie wiatrowe, w związku z ich wysoką podatnością na susze. Elektrownie wykorzystujące paliwa kopalne zużywają duże ilości wody do celów chłodniczych, co jest krzywdzące dla społeczności lokalnych, gdy panuje susza. Turbiny wiatrowe nie zużywają wody, w związku z ich niewielką produkcją ciepła w czasie generowania prądu elektrycznego. Elektrownie wiatrowe dodają prąd do sieci elektrycznych co zmniejsza zapotrzebowanie na ropę lokalnych społeczności, w szczególności do produkcję energii elektrycznej. Ogólnie społeczna energia wiatrowa może zmniejszyć zależność społeczności od ropy, jednak w związku z subsydiami, może znacząco wpłynąć na wzrost kosztów korzystania z elektryczności.

### Środowiskowe

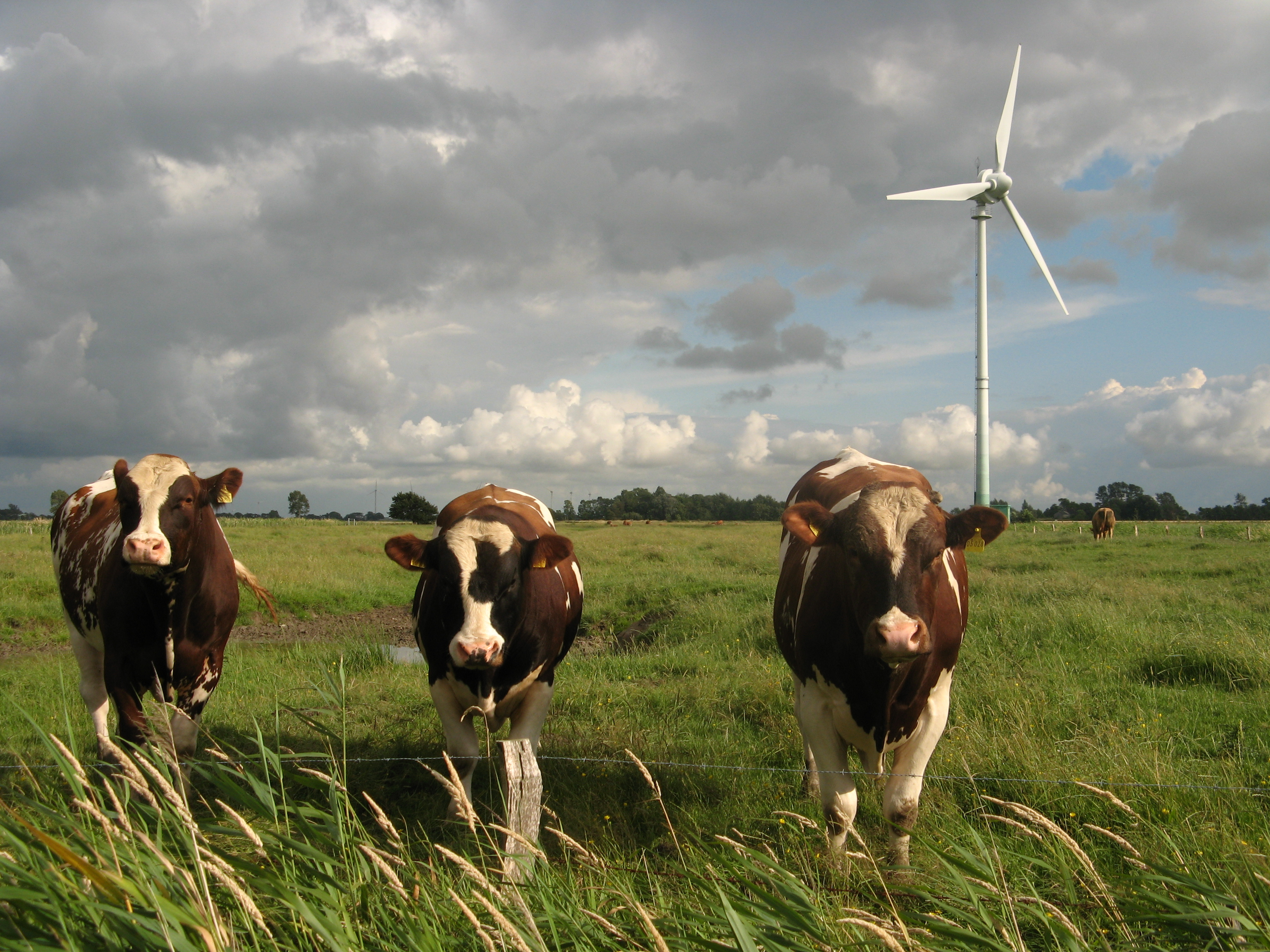
Zwierzęta hodowlane ignorują turbiny wiatrowe, i pasą się tak jak zwykły to czynić zanim zainstalowano turbiny wiatrowe.

W porównaniu do wpływu środowiskowego tradycyjnych źródeł energii, wpływ energii wiatrowych jest relatywnie niewielki. Energia wiatrowa nie zużywa jakiegokolwiek paliwa oraz nie powoduje zanieczyszczeń powietrza, w przeciwieństwie do kopalnych źródeł energii. Energia zużyta do wyprodukowania i transportu materiałów jest równa tej wiatrowej nowo wyprodukowanej w ciągu zaledwie kilku miesięcy. Mimo że farma wiatrowa może zajmować ogromny obszar ziemi, wiele sposobów wykorzystania ziemi takich, jak np. rolnictwo nie jest w tym wypadku wykluczone, poza tylko małymi obszarami fundamentów turbiny i wykorzystywanych na infrastrukturę, których użycie nie jest możliwe.
Istnieją również raporty, mówiące o wskaźniku śmiertelności ptaków i nietoperzy, przy turbinach wiatrowych podobnie jak raporty dotyczące innych sztucznych konstrukcji. Skala wpływu środowiskowego może lub nie być istotna, w zależności od okoliczności. Ochrona i zmniejszanie ofiar wśród dzikich zwierząt, oraz ochrona torfowisk, wpływa na lokalizacje i wykorzystywanie turbin wiatrowych i jest przedmiotem analizy w ocenie oddziaływania na środowisko.
Istnieją również anegdotyczne raporty dotyczące negatywnego efektu hałasu na ludzi, którzy żyją bardzo blisko turbin wiatrowych. Zrecenzowane badania generalnie nie potwierdzają takich przypuszczeń.
Ekonomiczne
Turbiny wiatrowe mogą mieć negatywny wpływ na turystykę w społecznościach, które czerpią korzyści ze swojego okolicznego krajobrazu poprzez przyciąganie turystów. Wiele osób ocenia turbiny wiatrowe, jako nieatrakcyjne i może być zniechęcone do odwiedzania danego regionu w związku z występowaniem wiatraków. Istnieje również możliwość, że turbiny wiatrowe mogą obniżyć wartość nieruchomości w okolicznym obszarze. Obniżka taka nie występuje jednak za każdym razem.
Zielony Instytut wskazuje na skutki społeczne, gospodarcze i ekologiczne wdrażania społecznej energetyki odnawialnej w kampanii informacyjno-promocyjnej „Demokracja energetyczna”.